# Desa Pamoyanan (administrativ by i Indonesien, lat -7,13, long 108,15)
Desa Pamoyanan är en administrativ by i Indonesien.   Den ligger i provinsen Jawa Barat, i den västra delen av landet, 180 km sydost om huvudstaden Jakarta.